# Christopher John Fardo Williams
Christopher John Fardo Williams (* 31. Dezember 1930 in Walsall; † 25. März 1997 in Bristol) war ein britischer Philosoph und Philosophiehistoriker.

## Leben
Williams wuchs in Midsomer Norton, Somerset, auf. Nach dem Besuch der Shrewsbury School studierte er am Balliol College der University of Oxford Greats (Alte Geschichte und moderne wie antike Philosophie) und schloss sein Studium 1953 mit einem first class degree ab. Während seines Studiums konvertierte er zum römisch-katholischen Glauben und wurde Novize in der Downside Abbey, um in den Benediktinerorden einzutreten. Kurz darauf erkrankte er so schwer an Poliomyelitis, dass er für den Rest seines Lebens auf einen Rollstuhl angewiesen war. Williams entschied sich daraufhin für eine akademische Laufbahn und wurde zunächst assistant lecturer an der University of Hull (1962–1965), bevor er eine Stelle als lecturer an der University of Bristol antrat (1965–1972). Dort wurde zum Reader (1972–1989) und schließlich zum Professor (1989–1996) ernannt. 1996 wurde er emeritiert. Trotz seiner Behinderung pendelte Williams zwischen Bristol und Midsomer Norton, dem Wohnort seiner Eltern, und besuchte er regelmäßig und weltweit philosophische Kongresse. Er blieb bis zu seinem Tod aufgrund eines Herzstillstandes aktiv. Seine letzte Übersetzung erschien postum.
Williams war Herausgeber der philosophischen Fachzeitschrift Analysis.

## Forschungsschwerpunkte
Williams arbeitete auf dem Gebiet der philosophischen Logik. Er ging davon aus, dass grundlegende Begriffe wie Existenz, Wahrheit und Identität in der philosophischen Überlieferung missverstanden wurden und dass insbesondere die Metaphysik zu ihrer Unklarheit geführt habe. Williams versuchte zu zeigen, dass sie durch eine genaue Analyse ihrer Verwendung erhellt werden können. Williams war jedoch kein ordinary language Philosoph. Er produzierte detaillierte Analysen der Begriffe mit den Mitteln der symbolischen Logik. In diesem auf Gottlob Freges Gedanken basierenden Zugang wurde er von Arthur Prior sowie von Peter Geach, ebenfalls einem katholischen Philosophen, beeinflusst. Die drei speziellen Einzeluntersuchungen zu Existenz, Wahrheit und Identität fasste er in einem vierten leichter verständlichen Buch zusammen.
Darüber hinaus war Williams auch als Herausgeber und Übersetzer auf dem Gebiet der antiken Philosophie tätig (Aristoteles, De generatione et corruptione; Paulus Venetus, Tractatus de necessitate et contingentia futurorum; Johannes Philoponos, Über Aristoteles’ Schrift Über Werden und Vergehen).

## Schriften (Auswahl)
Monographien
- What is Truth? Cambridge University Press, Cambridge 1976. – Rezension von O. R. Jones: On Truth: A Reply to C. J. F. Williams, in: Analysis Vol. 31, No. 1 (Oct., 1970), pp. 24–29, online.
- What is Existence? Clarendon Press, Oxford, 1981. – Rezension von Thomas P. Flint, in: The Philosophical Review Vol. 93, No. 1 (Jan., 1984), pp. 131–134, online.
- What is Identity? Clarendon Press, Oxford, 1989. – Rezension von Robert Elliot, in: Mind New Series, Vol. 100, No. 3 (Jul., 1991), pp. 421–424, online.
- Being, Truth and Identity. Clarendon Press, Oxford, 1992.

Texteditionen und Übersetzungen
- Aristotle’s De generatione et corruptione. Translated with Notes. Clarendon Press, Oxford, 1982 (Clarendon Aristotle Series). – Rezension von James Longrigg, in: The Classical Review (New Series) 35.2, 1985, Ss. 386–387, online.
- Logica Magna. Prima pars: Tractatus de necessitate et contingentia futurorum Pauli Veneti. Ed. with an English translation and notes by C.J.F. Williams. Oxford University Press, Oxford 1991 (Classical and medieval logic texts 8).
- Philoponus: On Aristotle, On Coming-to-Be and Perishing 1.1-5, übers. von Christopher J.F. Williams, Duckworth, London 1999 (Ancient Commentators on Aristotle), ISBN 0-7156-2852-6.
- Philoponus: On Aristotle, On Coming-to-Be and Perishing 1.6-2.4, übers. von Christopher J.F. Williams, Duckworth, London 1999 (Ancient Commentators on Aristotle), ISBN 0-7156-2854-2.